# Dicionário de História de Portugal

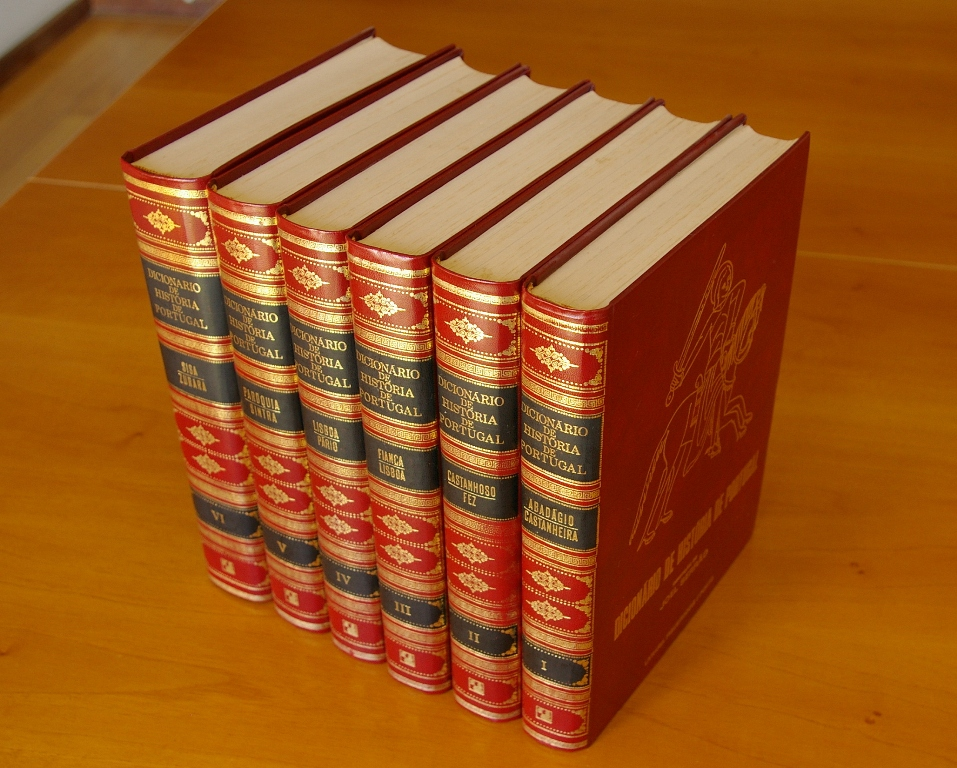
Os seis volumes do Dicionário de História de Portugal de Joel Serrão.

O Dicionário de História de Portugal, dirigido por Joel Serrão e publicado entre 1963 e 1971, é uma das obras mais marcantes da historiografia portuguesa.
Com um total de cerca de 3 500 páginas, o Dicionário de História de Portugal foi editado pela Livraria Figueirinhas, do Porto, e pelas Iniciativas Editoriais, de Lisboa. Como o nome indica, é uma ordenação alfabética de entradas, dedicadas a pessoas, conceitos, lugares e acontecimentos, cuja selecção e redacção se caracterizavam, à data da publicação, pela grande variedade, modernidade e actualização.
O anterior Dicionário Portugal, o Dicionário Histórico, Corográfico, Heráldico, Biográfico, Bibliográfico, Numismático e Artístico publicado entre 1904 e 1915 por João Romano Torres, integrava, nos seus sete volumes, um manancial de informação que dificilmente se encontra actualmente em Portugal, mesmo nas melhores enciclopédias. A obra foi escrita de uma maneira que, para além do seu carácter enciclopédico, atraísse o interesse do leitor, sendo patente a preocupação dos redactores em tornar o texto leve e entre cortado de pormenores interessantes e exóticos. Foi uma obra comercializada de uma maneira inovadora para o seu tempo, tendo sido publicado em fascículos, com assinatura prévia pelos seus futuros leitores. Esta nova maneira, para Portugal, de encontrar clientes, que de outra maneira não teriam capacidade, nem vontade, de adquirir uma obra tão extensa, facilitou a sua popularização.

## Plano da obra anterior
- Volume I: A (1904)
- Volume II: B - C (1906)
- Volume III: D - K (1907)
- Volume IV: L - M (1908)
- Volume V: N - P (1911)
- Volume VI: Q - S (1912)
- Volume VII: T - Z (1915)

## Plano da obra dos anos 60
- Volume I: de "Abadágio" a "Castanheira" (520 pp.)
- Volume II: de "Castanhoso" a "Fez" (574 pp.)
- Volume III: de "Fiança" a "Lisboa" (532 pp.)
- Volume IV: de "Lisboa" a "Pário" (544 pp.)
- Volume V: de "Paróquia" a "Sintra" (595 pp.)
- Volume VI: de "Sisa" a "Zurara" (725 pp.). Este volume inclui ainda uma "Adenda", diversos índices e uma "Cronologia Geral da História de Portugal".

Alguns dos artigos do Dicionário de História de Portugal converteram-se em clássicos, como o de Borges de Macedo sobre o "Absolutismo" (vol. I, pp. 8-14), os de Vitorino Magalhães Godinho sobre "Complexo Histórico-Geográfico" (vol. II, pp. 130-135) e "Finanças Públicas e Estrutura do Estado" (vol. III, pp. 20-40), o de  Oliveira Marques sobre "Pesos e Medidas" (vol. V, pp. 67-72), ou o de Orlando Ribeiro sobre a "Formação de Portugal" (vol. V, pp. 130-149).
A obra teve o mérito de, em termos globais, aplicar novas abordagens e conceitos historiográficas, concretamente os princípios da Escola dos Annales de Marc Bloch e Lucien Febvre que, acompanhado por Oliveira Marques e Magalhães Godinho, Joel Serrão introduziu em Portugal.
A obra, com seis volumes, tem merecido sucessivas reedições e teve, em 1999 e 2000, uma "Actualização" em 3 volumes, coordenada por António Barreto e Maria Filomena Mónica, cobrindo o período de 1926 a 1974.